# Брудастые борзые

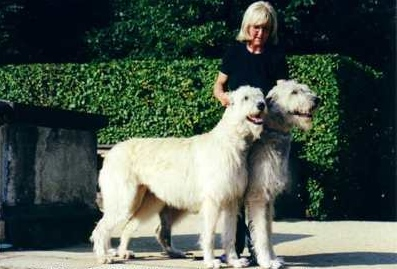
Ирландский волкодав

Брудастые борзые — группа пород охотничьих собак.

## Происхождение

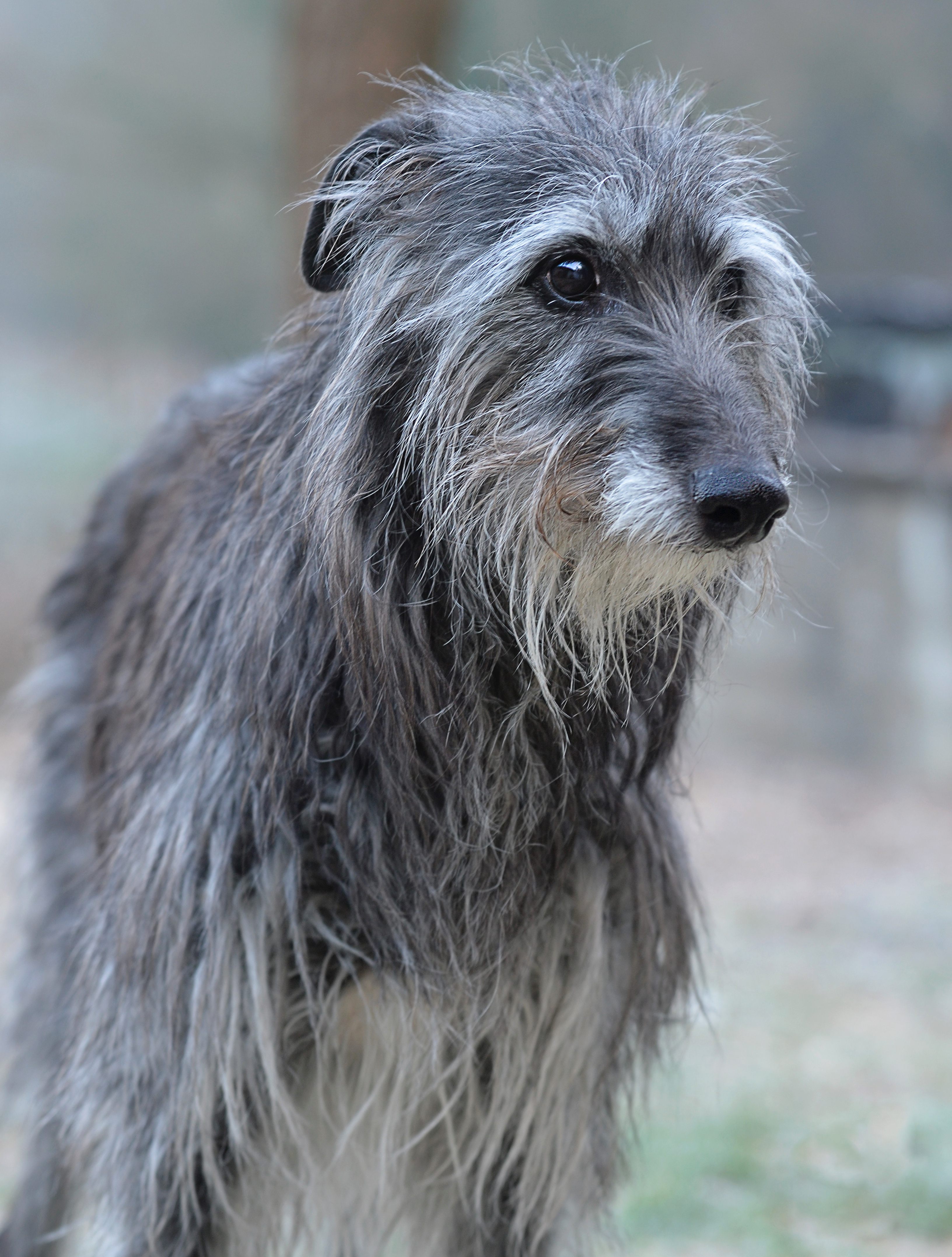
Дирхаунд

Брудастые борзые произошли от скрещивания древнеегипетской или ассирийской борзой с крупной брудастой пастушьей собакой, преимущественно жесткошёрстного горного типа, от которых и наследовали свои отличительные признаки: шерстистость псовины, бороду, усы и густо нависшие брови.

## Внешний вид
Масть почти всегда зольно-серая, грязно-половая, красная, белая и черная. Брудастые борзые разделяются на шотландских или курляндских клоков (дирхаундов) и английских королевских (ирландских волкодавов), первые из них имеют на всей голове и на всем туловище длинную клокастую псовину, жесткую, как у тюленя или барсука, английские же отличаются более шелковистою псовиною, висящею вниз, как у ангорских коз, густыми бровями и усами, с бородою, как у козла. Брудастые очень злобны, но не выдаются ни резвостью, ни силой в дальнейшей поскачке.

## Разновидности
- Дирхаунд (оленья борзая, шотландская оленья борзая) — порода охотничьих борзых (ловчих) собак для травли — безружейной охоты на оленей. Лучше других собак приспособлена для того, чтобы догнать и убить оленя.
- Ирландский волкодав — порода охотничьих собак. Одна из самых больших собак в мире. Выведены для травильной охоты на крупную дичь — волков и оленей.